# Il Nucleo
Il Nucleo è stato un gruppo musicale italiano composto da Andrea Zanichelli, Luca Canei, Mauro Buratti e Marcello Presi, nato nel 1998 a Reggio Emilia, attivo fino al 2010. La band è poi ritornata all'attività dal 2018 al 2021.

## Storia del gruppo
Dopo un EP omonimo autoprodotto, uscito nel 1999, il loro album di debutto è Meccanismi (BMG), prodotto da Luca Pernici e anticipato nella primavera del 2003 dal singolo Sospeso con il quale partecipano a Festivalbar. Il disco è promosso da un tour in Italia. Altri singoli estratti sono la title track Meccanismi e Oggi sono un demone. Nella primavera del 2005 il singolo 27 aprile introduce il secondo album Essere romantico (BMG/Sony) e il gruppo apre i concerti per Lenny Kravitz e Ligabue al campovolo di Reggio Emilia.
Nell'aprile 2008 esce il singolo Cambiano le cose e nel mese di giugno il terzo album, Io prendo casa sopra un ramo al vento (Riservarossa/Warner). La band apre nuovamente i concerti di Ligabue per tutto il tour, esibendosi fra l'altro a San Siro e allo Stadio Olimpico di Roma.
L'uscita del singolo Maledetto mare nell'estate 2009, anticipa le ultime date del tour della band, che decide di fermarsi, congedandosi dal pubblico in occasione dell'ultima data, nella propria città natale, Reggio Emilia, dopo aver annunciato lo scioglimento sulla propria pagina facebook. Nella primavera del 2017 i componenti originali della band si ritrovano e decidono di ripartire dopo anni di inattività, e nel novembre 2018 iniziano le sessioni di registrazione del quarto album, dal titolo Oltre, uscito il 7 dicembre 2020, anticipato dal singolo Cellule impazzite (Latlantide), uscito il 13 gennaio 2020. Ad aprile 2020 la band pubblica un secondo singolo dal titolo Cammina con me accompagnato da un video girato interamente con un cellulare e con la regia remota. All’uscita del quarto disco non seguono uscite live, e ad inizio 2021 la band cessa nuovamente la propria attività.

## Formazione
- Andrea Zanichelli: voce, chitarra
- Marcello Presi: chitarra
- Mauro Buratti: basso
- Luca Canei: batteria

## Discografia

### Album
- 1999 - Il Nucleo (EP)
- 2003 - Meccanismi
- 2005 - Essere romantico
- 2008 - Io prendo casa sopra un ramo al vento
- 2020 - Oltre

### Singoli
- 2003 - Sospeso
- 2003 - Meccanismi
- 2004 - Oggi sono un demone
- 2005 - 27 aprile
- 2005 - Gioiello
- 2008 - Cambiano le cose
- 2008 - Vorrei un motivo
- 2009 - Maledetto mare
- 2020 - Cellule impazzite
- 2020 - Cammina con me

### Rarità
- 4 Mura - b-side inclusa nel cd singolo "Sospeso"
- Sospeso XR - remix incluso nel cd singolo "Sospeso"